# Diócesis de Terni-Narni-Amelia
La diócesis de Terni-Narni-Amelia (en latín: Dioecesis Interamnensis-Narniensis-Amerina y en italiano: Diocesi di Terni-Narni-Amelia) es una circunscripción eclesiástica de la Iglesia católica en Italia. Se trata de una diócesis latina, inmediatamente sujeta a la Santa Sede. Desde el 29 de octubre de 2021 su obispo es Francesco Antonio Soddu.

## Territorio y organización

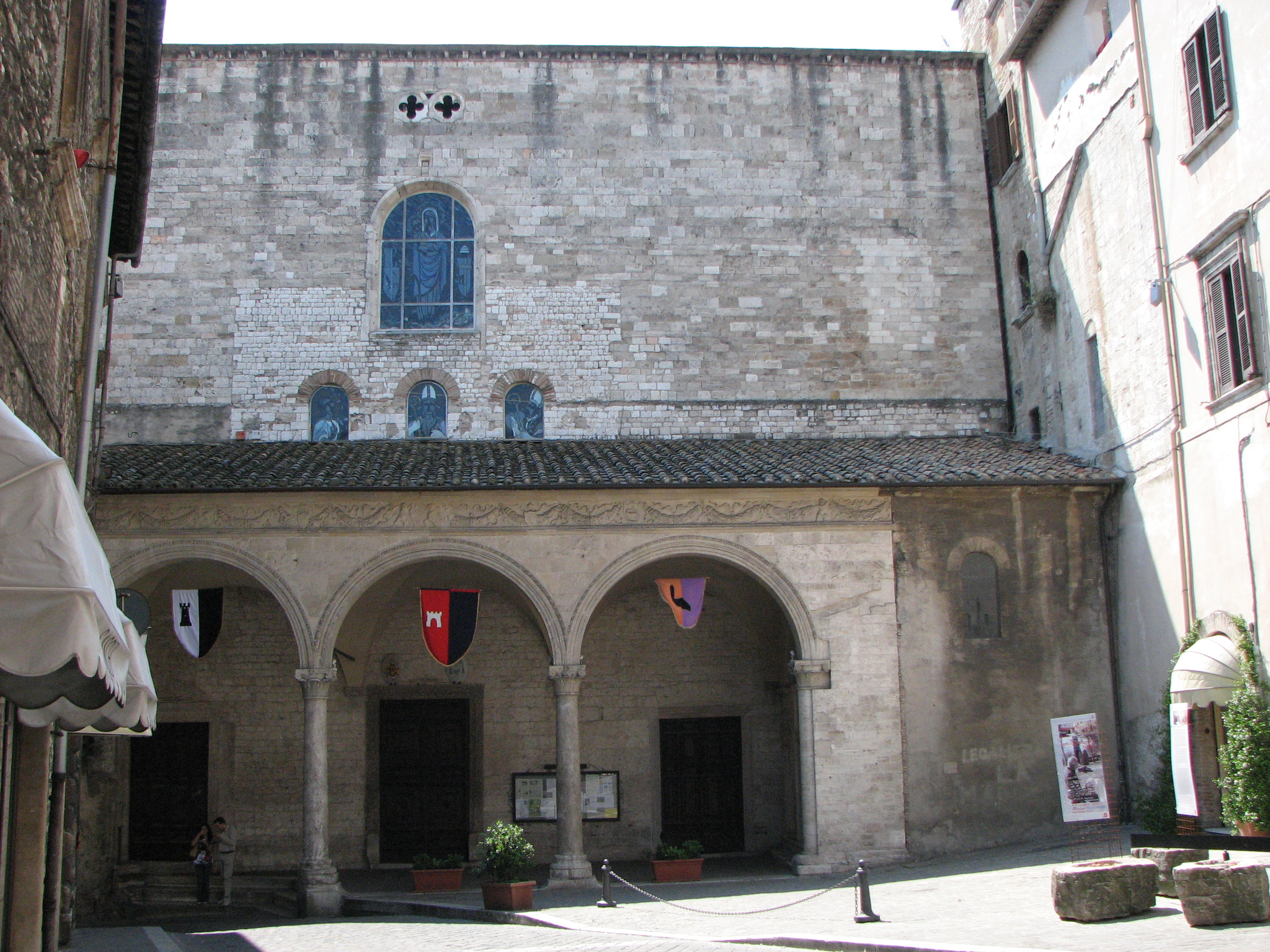
Concatedral de San Juvenal, en Narni

La diócesis tiene 871 km² y extiende su jurisdicción sobre los fieles católicos de rito latino residentes en parte de la provincia de Terni en la región de Umbría y una pequeña parte de la provincia de Rieti en la región de Lacio:
- en la provincia de Terni, comprende las comunas de Alviano, Amelia, Attigliano, Calvi dell'Umbria, (excepto la fracción de Santa Maria della Neve[nota 1]) Giove, Guardea, Lugnano in Teverina, Narni, Otricoli, Penna in Teverina, San Gemini, Stroncone y gran parte de la de Terni;[nota 2]
- en la provincia de Rieti, las comunas de Configni y Vacone, y la fracción de Rocchette en la comuna de Torri in Sabina.[nota 3]

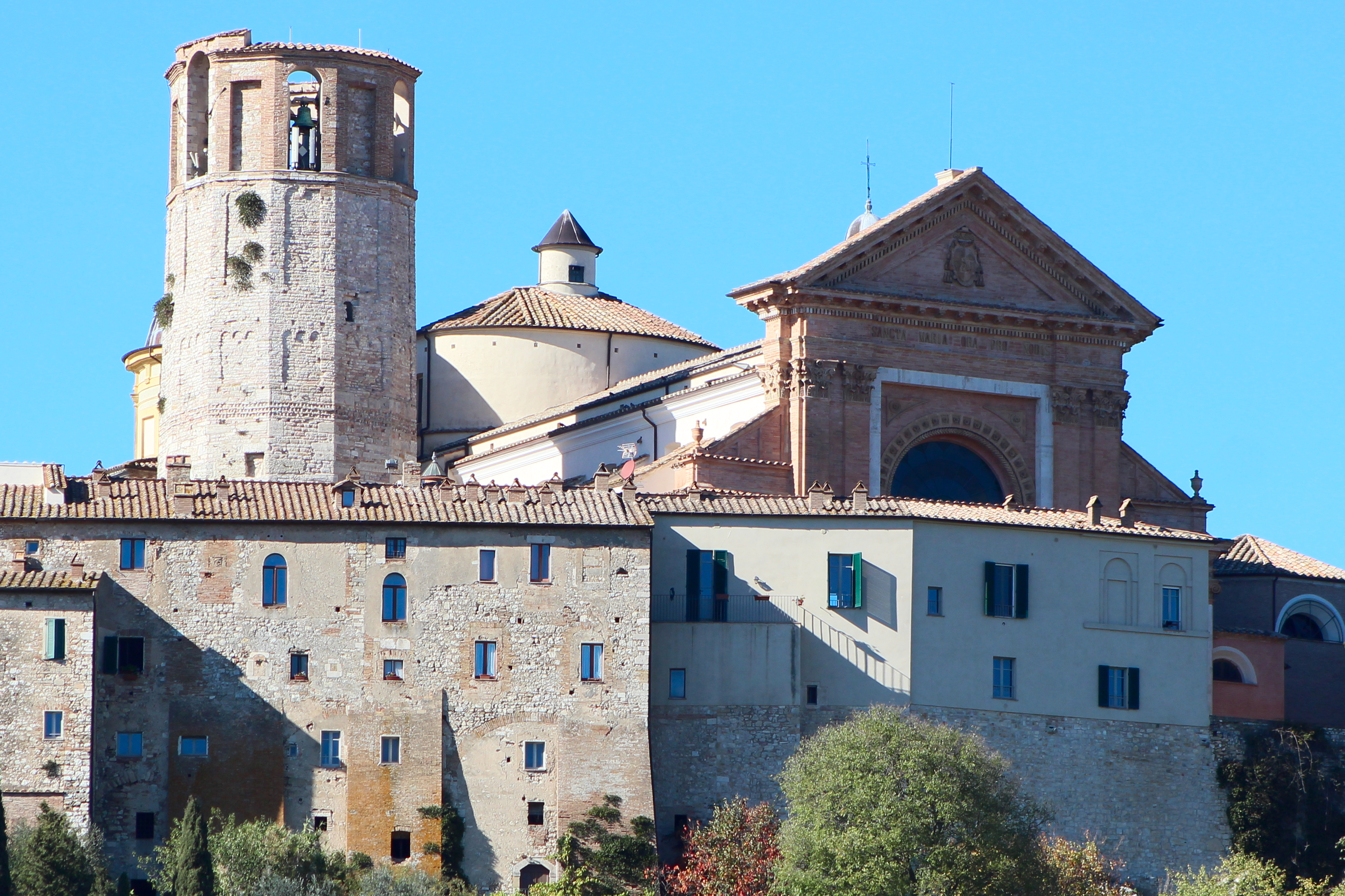
Concatedral de Santa Fermina, en Amelia

La sede de la diócesis se encuentra en la ciudad de Terni, en donde se halla la Catedral de Nuestra Señora de la Asunción. En Narni se halla la Concatedral de San Juvenal y en Amelia la Concatedral de Santa Fermina.

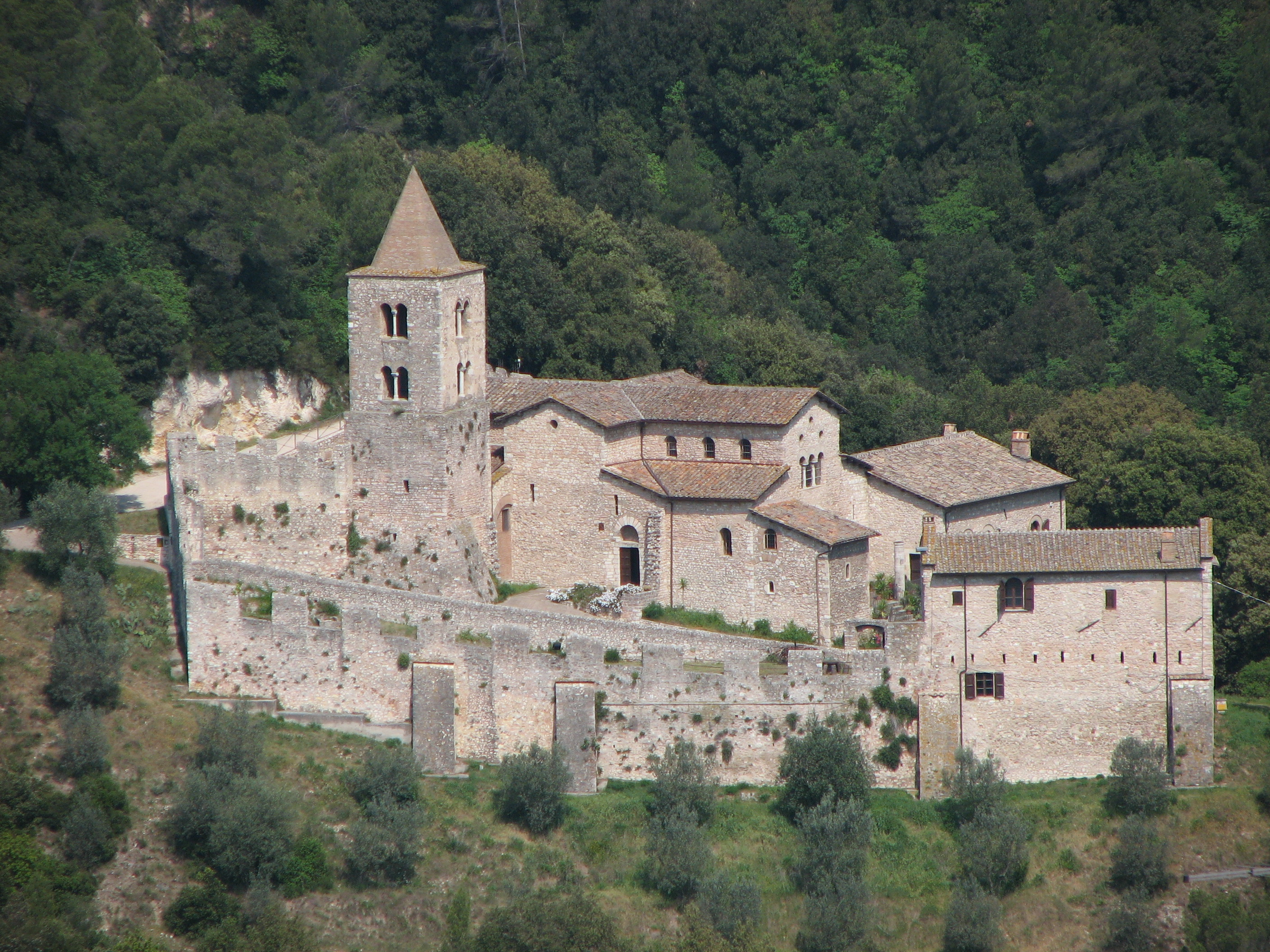
Antigua abadía de San Cassiano, cerca de Narni, está documentada a partir del

En 2022 en la diócesis existían 82 parroquias agrupadas en 6 foranías.

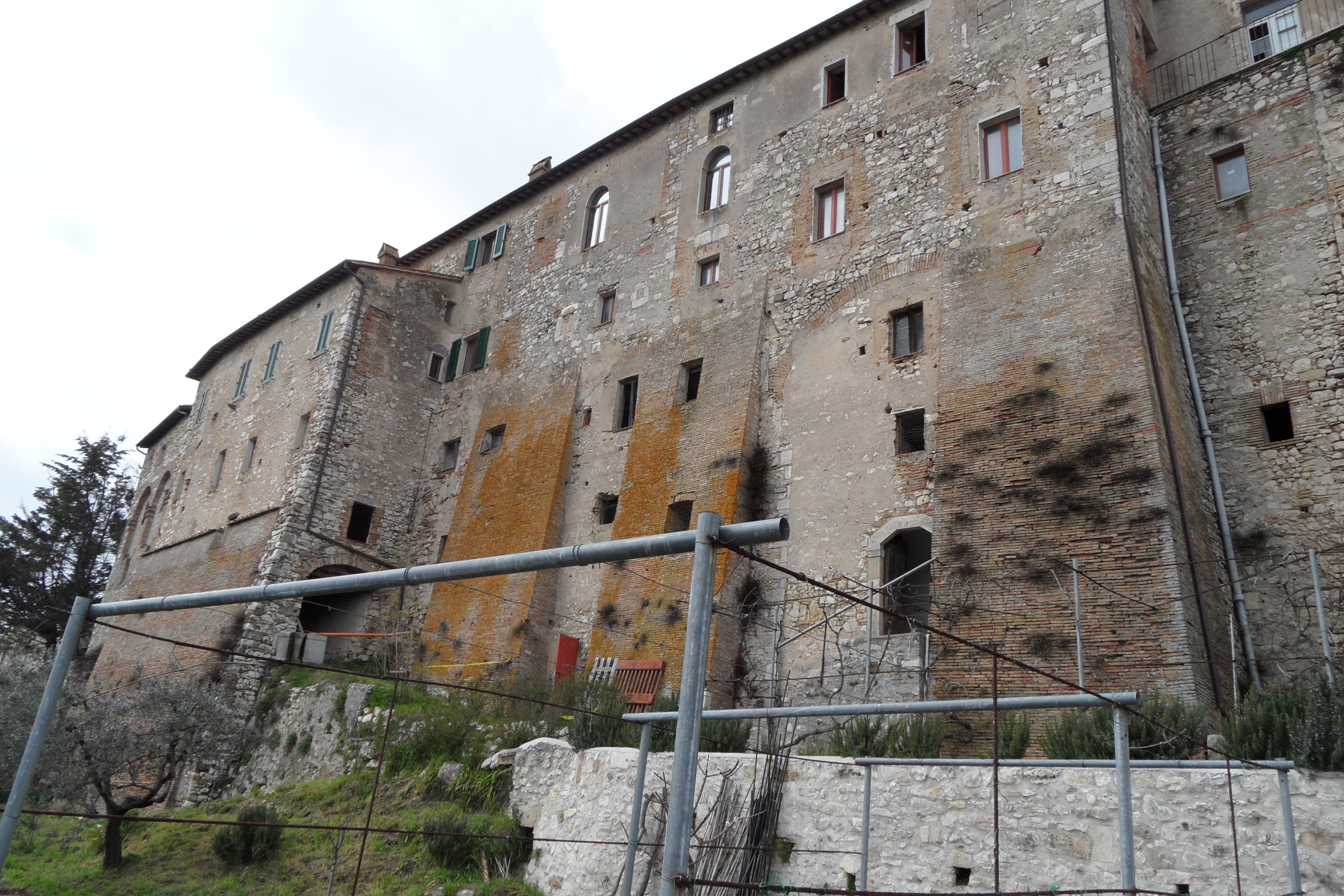
Ex palacio episcopal de Amelia

## Historia
La diócesis actual es el resultado de la unión plena de tres antiguas diócesis de Umbría, que siempre han estado inmediatamente sujetas a la Santa Sede, privilegio que la diócesis conserva aún hoy.

### Terni
Según la tradición, la fe cristiana fue predicada en Terni por san Brizio, enviado a Umbría por el apóstol Pedro. En realidad, como afirma el historiador Pompeo de Angelis, los inicios del cristianismo en Terni están envueltos en la niebla del tiempo y por la falta de documentos, aunque la hagiografía, tal como se desarrolló en la época lombarda y franca, narra un viaje fabuloso, sembrado de mártires y obispos heroicos.
La diócesis de Terni fue erigida aparentemente en el siglo II y su fundación está ligada a dos figuras legendarias: san Peregrino, decapitado según el Baronio el 16 de mayo de 142, y san Antimo, trasladado a la Iglesia de Spoleto en 165. La controvertida figura del obispo san Valentín, que vivió en el siglo III o IV, se remonta a los orígenes de la Iglesia de Terni.
Entre los obispos posteriores informados por los catálogos de Terni en los primeros seis siglos de la era cristiana, pocos son los atestiguados históricamente por fuentes contemporáneas. Omobono está documentado por un epígrafe, que sin embargo no contiene elementos que ayuden a enmarcar cronológicamente a este obispo de Terni. Pretestatos participó en el sínodo romano convocado por el papa Hilario en el año 465. Félix participó en los concilios del papa Símaco del 23 de octubre y del 6 de noviembre, atribuidos por Theodor Mommsen a 501 y 502 respectivamente.
En noviembre de 598, Gregorio Magno escribió al obispo Constancio de Narni, visitador de la Iglesia de Terni, encargándole la administración y todas las responsabilidades pastorales de esta Iglesia, entonces tan despoblada que hacía imposible el nombramiento de un obispo; en particular, el pontífice dio permiso a Constancio para utilizar los ingresos de la Iglesia de Terni para reparar sus iglesias y para el mantenimiento de su clero; además el obispo de Narni tuvo que hacer un inventario de los bienes de la Iglesia de Terni para enviarlos a Roma.
Después de estas decisiones del papa Gregorio I, no hay más noticias sobre la diócesis de Terni, que permaneció administrada por los obispos de Narni hasta la primera mitad del siglo VIII, cuando se conocen otros dos obispos de Terni, Constantino hacia el 730 y Spes hacia el 742. «Luego, probablemente antes de la cuarta-quinta década del siglo IX, la diócesis de Terni se dividió entre las de Narni y Spoleto, completando así el proceso de decadencia que había comenzado durante la guerra greco-gótica».
A finales del siglo XII la ciudad de Terni, que hacía tiempo que se había emancipado del duque de Spoleto, entró en la órbita de los Estados Pontificios y pidió explícitamente al papa tener su propio obispo, a raíz de lo que Había ocurrido en Viterbo. Las peticiones de los habitantes de Terni, a pesar de la oposición del obispo Benedetto de Spoleto, encontraron una respuesta definitiva en la bula Venerabili fratri del papa Honorio III del 13 de enero de 1218, con la que el pontífice restauró la diócesis de Terni. En bulas posteriores el pontífice nombró al nuevo obispo, Rainerio, antiguo prior del capítulo de canónigos de la catedral de Terni, y restauró el antiguo territorio diocesano, compuesto por 22 iglesias parroquiales entre ellas la de San Valentín, donde se encuentran las reliquias del protoobispo de Terni.
Según algunas reconstrucciones topográficas, la diócesis de Terni, entre finales del siglo XIII y el siglo XIV, fue la más pequeña de Umbría, extendiéndose sobre un territorio de aproximadamente 104 km², incluyendo un total de 30 iglesias, de las cuales 16 en el centros urbanos y 14 en centros rurales.
En 1467, Fra Fortunato Coppoli de Perugia, de los Frailes Menores de la Observancia, fundó el Monte de Piedad en Terni.
Después de participar en el Concilio de Trento, el obispo Muzio Calini (1566-1570) inició un programa de reforma de la Iglesia de Terni centrado en la celebración del sínodo diocesano de 1567. En el siglo XVII los obispos debatieron la posibilidad de tener un gran número de parroquias, que en Terni eran 15 en 1609, reducidas a 11 en 1661. En este mismo año, se registraron 96 sacerdotes y clérigos en el territorio diocesano para poco menos de 7000 habitantes.
En 1653 el obispo Francesco Angelo Rapaccioli (1646-1656) fundó el seminario episcopal. Sin embargo, el número de seminaristas nunca fue muy elevado. Se registraron 8 en 1661 y sólo 15 en 1781.
Por su negativa a prestar juramento de fidelidad al gobierno francés, el obispo Carlo Benigni (1796-1822) fue exiliado a Francia.
El 25 de julio de 1952, con la carta apostólica Quae Mater, el papa Pío XII proclamó a la Santísima Virgen María de la Merced como patrona principal de la diócesis junto con san Valentín.

### Narni
La diócesis de Narni se remonta al siglo IV y su fundación está ligada a la figura del protoobispo san Juvenal, quien, según una biografía legendaria escrita después del siglo VII, fue consagrado obispo en el año 359 y murió el 7 de agosto de 376.
De los obispos posteriores recordados por los catálogos de la Iglesia local, no todos están documentados históricamente. Se conoce el epitafio de Pancracio II, que fecha su muerte el 5 de octubre de 493. Pancrazio era hermano del obispo Ercole, quizás de la diócesis de Otricoli, e hijo de otro obispo llamado Pancrazio, de ubicación desconocida. La sede del obispo Vitaliano, que participó en el sínodo romano de 499, es incierta; podría ser obispo Narniensis pero también Arniensis, es decir, de la diócesis de Arna. Se conoce el epitafio de Casio, del que se deduce que fue obispo de Narni desde el año 536 hasta junio de 558. El mismo año dos cartas del papa Pelagio mencionan a su sucesor, Juan I.
En septiembre de 591, el papa Gregorio Magno escribió una carta al obispo de narnés Preiectizio, invitándolo a trabajar duro por la conversión de paganos y herejes. El mismo pontífice, en una época desconocida, confió la tarea de visitador de la Iglesia de Terni al obispo Costanzo (o Constantino), mientras que en noviembre de 598 el mismo obispo recibió el cargo oficial de administrador y director pastoral de la Iglesia de Terni, entonces demasiado despoblada para consagrar un obispo.
Al mismo tiempo que la diócesis de Terni fue confiada a los obispos de Narni, entre los siglos VI y VII la diócesis de Otricoli fue abolida y su territorio anexado al de Narni. Probablemente poco antes de mediados del siglo IX la diócesis de Terni fue definitivamente suprimida y su territorio dividido entre las diócesis de Narni y Spoleto.
Entre las figuras más destacadas de la Iglesia de Narni a finales del I milenio, destaca la del obispo Juan II (961-965), perteneciente al estrato más alto de la nobleza romana, bibliotecario de la Iglesia romana, que fue elegido papa el 1 de octubre de 965 con el nombre de Juan XIII.
Las investigaciones arqueológicas creen que la primitiva catedral diocesana correspondía a la actual iglesia de San Domenico y que sólo en el siglo XI/XII la capilla de San Juvenal se transformó en la nueva catedral de la ciudad, consagrada el 27 de febrero de 1145 en presencia del papa Eugenio III.
En 1218 se reconstituyó la diócesis de Terni con la transferencia de territorio por parte de Narni.
Según algunas reconstrucciones topográficas, la diócesis de Narni parece ser, entre finales del siglo XIII y el siglo XIV, relativamente pequeña, extendiéndose sobre una superficie de aproximadamente 398 km², incluyendo un total de 64 iglesias, de las cuales 19 en los centros urbanos y 45 en los centros rurales.
La acción de reforma postridentina en la diócesis de Narni fue bastante tardía y algunos obispos reformadores la implementaron sólo a principios del siglo XVII. En 1625 Giovanni Battista Bonetti (1606-1632) convocó el primer sínodo reformista diocesano; Giovanni Paolo Buccerelli (1634-1656) relanzó el culto a san Juvenal, tras el descubrimiento de sus reliquias (1642), e inició la construcción de la cripta de la catedral; Raimondo Castelli (1656-1670) fue responsable de la creación del seminario episcopal en 1658.
En 1714 se construyó el santuario de la Virgen del Ponte, que pronto se convirtió en uno de los principales lugares de culto y devoción de la zona de Narni, gracias sobre todo a la revitalización del santuario llevada a cabo por el obispo Nicola Terzago (1725-1761).
En 1841 la diócesis se amplió con las parroquias de Vacone y Rocchette (en el municipio de Torri) cedidas por la diócesis de Sabina.
El 12 de septiembre de 1954, con la carta apostólica Viam vitae, el papa Pío XII proclamó a la Bienaventurada Virgen María, venerada con el título de "Madonna del Ponte", como copatrona de la ciudad y de la diócesis junto a san Juvenal.
En 1976 la parroquia de Sant'Eleuterio di Moggio Reatino, aldea-exclave de Rieti, pasó a la diócesis de Rieti.
En el momento de la unión con Terni y Amelia, la diócesis de Narni incluía los municipios de Calvi dell'Umbria (excepto la aldea de Santa Maria della Neve), Configni, Narni, Otricoli, San Gemini, Stroncone y Vacone, y las aldeas de Rocchette (Torri in Sabina) y Collescipoli (Terni).

### Amelia
La diócesis de Amelia fue fundada en el siglo V. El primer obispo citado por los catálogos amerinos es Esteban, mencionado hacia 420, cuya existencia "no está respaldada por ninguna evidencia" (Lanzoni). El primer obispo documentado fue Hilario, presente en el sínodo romano del año 465. Otros obispos amerinos participaron en los concilios romanos de los primeros siglos, Marciano en 487, Salustio en 499 y 502, Adeodato en 649, Teodoro en 680, y otros más en los siglos VIII y IX, signo de la presencia continuada de la institución eclesiástica durante la Alta Edad Media.
Durante el episcopado del obispo Pasquale (segunda mitad del siglo IX), se atribuye el hallazgo de las reliquias de santa Fermina, patrona de la diócesis. En 1158 tuvo lugar su traslado solemne a la catedral, que a partir de este momento estará dedicada al santo patrón, sustituyendo el título anterior de San Lorenzo.
Según algunas reconstrucciones topográficas, la diócesis de Amelia parece ser, entre finales del siglo XIII y el siglo XIV, la más pequeña de Umbría después de la de Terni, extendiéndose sobre una superficie de aproximadamente 258 km², incluyendo un total de 27 iglesias, de las cuales 9 en centros urbanos y 18 en centros rurales.
En 1470, Fra Fortunato Coppoli de Perugia, de los Frailes Menores de la Observancia, fundó el Monte de Piedad en Amelia.
En la diócesis de Amelia la reforma deseada por el Concilio de Trento se introdujo tarde. Después de los primeros intentos del obispo Giovanni Antonio Lazzari, fue Antonio Maria Graziani (1592-1611) quien dio el giro decisivo a la acción reformista tridentina a partir de la celebración del sínodo de 1595. A pesar de sus numerosas ausencias por compromisos diplomáticos, este obispo se comprometió en una acción reformadora «que se centró en la disciplina del clero, a través de reuniones mensuales de los párrocos de la ciudad y de la diócesis, así como en la adaptación de los lugares y muebles sagrados a las reglas tridentinas; estableció la prebenda penitencial en la catedral, definió el calendario diocesano, con la inclusión de las fiestas de los santos patrones, dotó a la catedral y a las iglesias parroquiales de nuevas pilas de agua bendita, nuevos sagrarios y nuevos ornamentos litúrgicos.» Según la visita apostólica de 1574, la diócesis incluía 20 parroquias para 15 núcleos de población.
El obispo Gaudenzio Poli († 1679) fue responsable de la reconstrucción de la catedral diocesana destruida por un incendio en 1629. Entre los siglos XVII y XVIII la diócesis estuvo gobernada durante más de treinta años por el obispo Giuseppe Crispino (1669-1721), exponente del rigorismo en la aplicación de los decretos tridentinos; convocó un sínodo, realizó numerosas visitas pastorales, «promovió diversas prácticas devocionales dirigidas a amplios sectores de la población, oscilando entre los modelos de san Carlos Borromeo y san Felipe Neri».
El 8 de diciembre de 1788 el obispo Carlo Fabi fundó el seminario. Durante el período napoleónico, por su oposición a las tropas francesas, fue transportado encadenado a Roma, donde murió en prisión en 1798. Fortunato María Pinchetti (1806-1827) fue exiliado a Francia por negarse a prestar juramento de lealtad.
El 30 de junio de 1942 el monasterio de San Magno de Amelia, que hasta entonces había estado sujeto a la abadía territorial de San Paolo Fuori le Mura, fue incorporado a la diócesis de Amelia en virtud del decreto In civitate Amerina de la Congregación Consistorial.
En el momento de la unión con Terni y Narni, la diócesis de Amelia se extendía por las comunas y aldeas de Alviano, Amelia, Attigliano, Giove, Guardea, Lugnano y Penna en Teverina. Este territorio se había mantenido prácticamente sin cambios durante los siglos anteriores.

### Terni-Narni-Amelia
Las diócesis de Terni y Narni fueron unidas aeque principaliter con la bula Cogitantibus Nobis del papa Pío X el 12 de abril de 1907.
A partir de 1966 Amelia ya no tenía obispos y la diócesis quedó bajo administración apostólica a los obispos de Terni y Narni.
El 14 de septiembre de 1983 las diócesis de Terni, Narni y Amelia fueron unidas aeque principaliter con la bula Quoniam ipsum del papa Juan Pablo II. El mismo día Franco Gualdrini fue nombrado obispo de las tres diócesis.
El 30 de septiembre de 1986, con el decreto Instantibus Votis de la Congregación para los Obispos, las tres sedes quedaron plenamente unidas y la nueva diócesis tomó su nombre actual.
El 29 de junio de 1992 la diócesis adquirió a la diócesis de Civita Castellana la parroquia de San Liberato, aldea de Narni.
En 2005 se inauguró el Museo Diocesano y Capitular de Terni.

## Estadísticas
Según el Anuario Pontificio 2023 la diócesis tenía a fines de 2022 un total de 150 500 fieles bautizados.
| Año                                                                             | Población            | Población | Población      | Sacerdotes | Sacerdotes    | Sacerdotes    | Bautizados por sacerdote | Diáconos permanentes | Religiosos | Religiosos | Parroquias |
| Año                                                                             | Bautizados católicos | Total     | % de católicos | Total      | Clero secular | Clero regular | Bautizados por sacerdote | Diáconos permanentes | Varones    | Mujeres    | Parroquias |
| ------------------------------------------------------------------------------- | -------------------- | --------- | -------------- | ---------- | ------------- | ------------- | ------------------------ | -------------------- | ---------- | ---------- | ---------- |
| Diócesis de Terni y Narni                                                       |                      |           |                |            |               |               |                          |                      |            |            |            |
| 1950                                                                            | 104 700              | 105 000   | 99.7           | 106        | 55            | 51            | 987                      |                      | 47         | 269        | 61         |
| 1970                                                                            | 132 500              | 133 800   | 99.0           | 110        | 43            | 67            | 1204                     |                      | 75         |            | 65         |
| 1980                                                                            | 142 900              | 144 100   | 99.2           | 92         | 52            | 40            | 1553                     | 2                    | 47         | 150        | 68         |
| Diócesis de Amelia                                                              |                      |           |                |            |               |               |                          |                      |            |            |            |
| 1959                                                                            | 25 000               | 25 000    | 100.0          | 43         | 27            | 16            | 581                      |                      | 30         | 104        | 20         |
| 1970                                                                            | ?                    | 19 700    | ?              | 34         | 22            | 12            | ?                        |                      | 16         | 88         | 20         |
| 1980                                                                            | 19 890               | 19 963    | 99.6           | 30         | 20            | 10            | 663                      |                      | 10         | 53         | 21         |
| Diócesis de Terni-Narni-Amelia                                                  |                      |           |                |            |               |               |                          |                      |            |            |            |
| 1990                                                                            | 161 400              | 163 423   | 98.8           | 125        | 78            | 47            | 1291                     | 7                    | 54         | 134        | 81         |
| 1999                                                                            | 160 000              | 163 000   | 98.2           | 138        | 94            | 44            | 1159                     | 11                   | 46         | 153        | 81         |
| 2000                                                                            | 160 000              | 163 000   | 98.2           | 138        | 94            | 44            | 1159                     | 11                   | 46         | 153        | 81         |
| 2001                                                                            | 162 000              | 163 400   | 99.1           | 130        | 81            | 49            | 1246                     | 17                   | 50         | 159        | 81         |
| 2002                                                                            | 162 000              | 163 400   | 99.1           | 137        | 95            | 42            | 1182                     | 17                   | 42         | 159        | 81         |
| 2003                                                                            | 162 000              | 163 400   | 99.1           | 130        | 85            | 45            | 1246                     | 18                   | 46         | 121        | 81         |
| 2004                                                                            | 162 000              | 163 400   | 99.1           | 139        | 93            | 46            | 1165                     | 27                   | 47         | 103        | 81         |
| 2010                                                                            | 156 100              | 157 900   | 98.9           | 140        | 96            | 44            | 1115                     | 24                   | 46         | 95         | 82         |
| 2014                                                                            | 161 600              | 169 991   | 95.1           | 128        | 91            | 37            | 1262                     | 23                   | 37         | 81         | 82         |
| 2017                                                                            | 163 900              | 167 000   | 98.1           | 119        | 83            | 36            | 1377                     | 23                   | 36         | 65         | 82         |
| 2020                                                                            | 161 700              | 164 680   | 98.2           | 112        | 74            | 38            | 1443                     | 22                   | 40         | 38         | 82         |
| 2022                                                                            | 150 500              | 161 400   | 93.2           | 120        | 76            | 44            | 1254                     | 22                   | 45         | 73         | 82         |
| Fuente: Catholic-Hierarchy, que a su vez toma los datos del Anuario Pontificio. |                      |           |                |            |               |               |                          |                      |            |            |            |

## Episcopologio

### Obispos de Terni
- San Pellegrino I? † (138-16 de mayo de 142 falleció)[nota 8]
- San Antimo? † (145 o 156-165 nombrado obispo de Spoleto)[nota 9]
- San Procolo I? † (304-310 falleció)[nota 10]
- San Volusiano? † (310-circa 330 falleció)
- San Siro I? † (circa 340-circa 345 falleció)
- San Valentín I † (14 de febrero de 347 falleció)[nota 11]
- Antemio? † (circa 400-430 falleció)[30]
- Aleonio? † (430-436 falleció)[30]
- Omobono † (436-465 falleció?)[nota 12]
- Pretestato † (mencionado en 465)[nota 13]
- Costantino I? † (467-469 falleció)[nota 14]
- Pietro? † (469-499 falleció)[30]
- San Felice † (antes de 501-después de 502)[nota 15]
- San Valentín II? † (520-533 falleció)[nota 16]
- San Procolo II? † (533-542 renunció)
- San Siro II? † (542-554 falleció)
- San Valentín III? † (554-558 falleció)
  - Sede unida a Narni (siglo VI-VIII)
- Costantino II † (mencionado en 730 circa)[5]
- Spes † (mencionado en 742 circa)[5][nota 17]
  - Sede suprimida (mitad del siglo X)[5]
- Rainerio † (enero o febrero de 1218-1253 falleció)
- Filippo † (19 de diciembre de 1253-1276 falleció)
- Pietro Saraceni, O.P. † (10 de septiembre de 1276-25 de febrero de 1286 nombrado obispo de Monopoli)
- Tommaso, O.E.S.A. † (1286-1296 falleció)
- Rinaldo Trinci, O.F.M. † (1296-1297 falleció)
- Pellegrino II † (1297-1298 depuesto)
- Masseo † (26 de enero de 1299-1316 falleció)
- Andrea † (7 de septiembre de 1316-20 de abril de 1319 nombrado obispo de Terracina, Sezze y Priverno)
  - Egidio da Montefalco † (7 de mayo de 1319-1320 falleció) (obispo electo)
- Tommaso dei Tebaldeschi † (6 de junio de 1323-1359 falleció)
  - Gregorio Gregori † (1334-1359 falleció) (antiobispo)
- Matteo Grumoli † (12 de julio de 1359-?)
- Bartolomeo † (circa 1380-? depuesto)
  - Agostino, O.E.S.A. † (16 de diciembre de 1383-1389 depuesto) (antiobispo)
- Francesco † (4 de febrero de 1389-1406 falleció)
- Ludovico Mazzancolli † (16 de julio de 1406-25 de julio de 1458 falleció)
- Francesco Coppini † (19 de mayo de 1459-4 de abril de 1463 depuesto)
- Ludovico II † (4 de abril de 1463-7 de febrero de 1472 falleció)
- Francesco Maria Scelloni, O.F.M. † (14 de febrero de 1472-31 de agosto de 1472 nombrado obispo de Viterbo)
- Tommaso Vincenzi † (31 de agosto de 1472-29 de mayo de 1475 nombrado obispo de Pesaro)
- Barnaba Mersoni † (29 de mayo de 1475-1481 falleció)
- Giovanni Romano, O.P. † (1481-1485 falleció)
- Orso Orsini † (1485-1485 falleció)
- Francesco Maria Scelloni, O.F.M. † (1491-? falleció) (por segunda vez)[nota 18]
- Giovanni di Fonsalida † (1 de octubre de 1494-1498 falleció)
- Francisco Lloris y de Borja † (19 de marzo de 1498-17 de abril de 1499 renunció)
- Ventura Bufalini † (17 de abril de 1499-15 de agosto de 1504 falleció)
  - Francisco Lloris y de Borja † (4 de diciembre de 1504-22 de julio de 1506 falleció) (administrador apostólico, por segunda vez)
- Pietro Bodoni † (28 de julio de 1506-1509 falleció)
- Luigi d'Apera † (7 de septiembre de 1509-1520 falleció)
  - Pompeo Colonna † (14 de mayo de 1520-5 de diciembre de 1520 renunció) (administrador apostólico)
- Sebastiano Valenti † (5 de diciembre de 1520-1553 falleció)
- Giovanni Giacomo Barba, O.E.S.A. † (3 de julio de 1553-1565 falleció)
- Tommaso Scotti, O.P. † (6 de marzo de 1566-22 de mayo de 1566 falleció)
- Muzio Calini † (12 de julio de 1566-abril de 1570 falleció)
- Bartolomeo Ferri, O.P. † (10 de mayo de 1570-enero de 1581 falleció)
- Girolamo Petroni † (16 de enero de 1581-1591 falleció)
- Giovanni Antonio Onorati † (20 de noviembre de 1591-1606 falleció)
- Ludovico Ripa † (24 de abril de 1606-8 de septiembre de 1613 falleció)
- Clemente Gera † (13 de noviembre de 1613-22 de mayo de 1625 nombrado obispo de Lodi)
- Cosimo Mannucci † (9 de junio de 1625-21 de agosto de 1633 falleció)
  - Francesco Vitelli † (7 de junio de 1634-11 de abril de 1636 renunció) (administrador apostólico)
- Ippolito Andreasi, O.S.B. † (11 de abril de 1636-8 de septiembre de 1646 falleció)
- Francesco Angelo Rapaccioli † (18 de octubre de 1646-1656 renunció)
- Sebastiano Gentili † (29 de mayo de 1656-3 de agosto de 1667 renunció)
- Pietro Lanfranconi, O.E.S.A. † (3 de agosto de 1667-6 de marzo de 1674 falleció)
- Carlo Bonafaccia † (6 de mayo de 1675-18 de octubre de 1683 falleció)
- Sperello Sperelli † (10 de enero de 1684-14 de diciembre de 1698 renunció)
- Cesare Sperelli † (19 de diciembre de 1698-11 de diciembre de 1720 renunció)
- Teodoro Pungelli † (20 de enero de 1721-3 de mayo de 1748 renunció)
- Cosimo Pierbenedetti Maculani, C.O. † (6 de mayo de 1748-6 de octubre de 1767 falleció)
- Agostino Felice de' Rossi † (25 de enero de 1768-24 de septiembre de 1788 falleció)
  - Sede vacante (1788-1796)
- Carlo Benigni † (27 de junio de 1796-12 de abril de 1822 falleció)
- Domenico Armellini † (2 de diciembre de 1822-17 de diciembre de 1828 falleció)
- Niccola Mazzoni † (21 de mayo de 1829-11 de noviembre de 1842 falleció)
- Vincenzo Tizzani, C.R.L. † (3 de abril de 1843-14 de noviembre de 1848 renunció)
- Antonio Magrini † (11 de diciembre de 1848-18 de marzo de 1852 nombrado obispo de Forlì)
- Giuseppe Maria Severa † (12 de septiembre de 1853-4 de agosto de 1870 falleció)
- Antonio Belli † (27 de octubre de 1871-2 de septiembre de 1897 renunció[nota 19])
- Francesco Bacchini † (5 de marzo de 1898-11 de diciembre de 1905 renunció[nota 20])
  - Francesco Moretti † (11 de diciembre de 1905-12 de abril de 1907 nombrado obispo de Terni y Narni) (administrador apostólico)

### Obispos de Narni
- San Juvenal † (359-7 de agosto de 376 falleció)[nota 21]
- Massimo? † (376 por sucesión-416 falleció)[nota 22]
- Pancrazio I? † (416-455 falleció)[31]
- Ercole (o Erculio)? † (455-470 falleció)[31]
- Pancrazio II † (?-5 de octubre de 493 falleció)[32]
- Vitaliano? † (antes de mayo de 495?-después de 499)[nota 23]
- San Procolo? † (536-536 falleció)[nota 24]
- San Cassio † (21 de septiembre o 19 de octubre de 536-30 de junio de 558 falleció)[33]
- San Giovenale II? † (558-3 de mayo de 565 falleció)[nota 25]
- Giovanni I † (mencionado entre septiembre y diciembre de 558)[nota 26]
- Prejecto (Preiectizio) † (mencionado en 591)[34]
- Costanzo (o Costantino) † (antes de julio de 595-después de 598)[4]
- San Anastasio † (antes de 649-17 de agosto de 653? falleció)[nota 27]
- Deusdedit † (antes de 679-después de 680)
- Vilaro † (mencionado en 721)
- Costantino † (mencionado en 741)[nota 28]
- Ansualdo † (mencionado en 769)
- Stefano I † (mencionado en 853)
- Martino I † (antes de 861-después de 879)[35]
- Bonoso † (antes de 898-después de 906)[nota 29]
- Juan II † (antes de 961-1 de octubre de 965 electo papa con el nombre de Juan XIII)[nota 30]
- Stefano II † (antes de 968-después de 1015)[nota 31]
- Dodone? † (antes de 1028-después de 1037)[nota 32]
- Martino II? † (mencionado en 1050)[nota 33]
- Adalberto (o Alberto) † (antes de 1059-después de 1065)[36]
- Rodolfo † (mencionado en 1092 circa)[36]
- Agostino † (antes de 1101-después de 1125)[37]
- Anónimo † (mencionado en 1146)
- Pietro I † (antes de 1156[nota 34]-2 de julio de 1161 nombrado obispo de Split)
- Amato † (mencionado en 1179)
- Bonifacio † (antes de septiembre de 1180-después de 1196)[38]
- Ugolino? † (mencionado en 1208)[38]
- Giovanni III † (28 de mayo de 1220-?)
- Gregorio † (antes de septiembre de 1225[nota 35]-después de 1234[39])
- Jacopo Mansueti † (circa 1242-circa 1260 falleció)
- Orlando, O.E.S.A. † (1261-1303 falleció)
- Pietro II, O.E.S.A. † (diciembre de 1305-después de julio de 1322 falleció)
- Amanzio o Amatore † (4 de noviembre de 1323-1336 falleció)
- Lino † (17 de abril de 1336-1342 falleció)
- Agostino Tinacci, O.E.S.A. † (17 de marzo de 1343-1367 falleció)
- Guglielmo, O.F.M. † (12 de abril de 1367-30 de marzo de 1373 nombrado obispo de Urbino)
- Luca Bertini, C.R.S.A. † (30 de marzo de 1373-2 de octubre de 1377 nombrado arzobispo de Siena)
- Giacomo Tolomei † (11 de enero de 1378-1383 nombrado obispo de Chiusi)
- Francesco Bellanti † (antes de septiembre de 1386-1407 nombrado obispo de Grosseto)[40]
- Giacomo da Perugia, O.P. † (1407-1408 falleció)
- Angelo † (7 de agosto de 1408-1412 falleció)
- Donadio † (17 de septiembre de 1414-1418 renunció)
- Giacomo Bonriposi † (31 de enero de 1418-1455 falleció)
- Lelio † (3 de septiembre de 1455-1462? renunció)
- Costantino Eroli † (10 de diciembre de 1462-8 de enero de 1472 nombrado obispo de Todi)
- Carlo Boccardini † (8 de enero de 1472-1498 falleció)
- Pietro Gormaz † (4 de julio de 1498-21 de abril de 1515 falleció)[41]
  - Francesco Soderini † (21 de abril de 1515-18 de mayo de 1517 renunció) (administrador apostólico)
- Ugolino Martelli † (18 de mayo de 1517-1523 falleció)
- Carlo Soderini † (1523-1524)
  - Paolo Emilio Cesi † (20 de mayo de 1524-1 de julio de 1524 renunció) (administrador apostólico)
- Bartolomeo Cesi † (1 de julio de 1524-1537 falleció)
  - Guido Ascanio Sforza di Santa Fiora † (5 de diciembre de 1537-11 de enero de 1538 renunció) (administrador apostólico)
- Giovanni Rinaldi Montorio † (11 de enero de 1538-1546 falleció)
- Pierdonato Cesi † (25 de junio de 1546-12 de julio de 1566 renunció)[nota 36]
- Romolo Cesi † (12 de julio de 1566-13 de junio de 1578 renunció)
- Erolo Eroli † (13 de junio de 1578-13 de octubre de 1600 falleció)
- Giovanni Battista Toschi † (28 de mayo de 1601-31 de julio de 1606 nombrado obispo de Tívoli)
- Giovanni Battista Bonetti † (31 de julio de 1606-julio de 1632 falleció)
- Lorenzo Azzolini † (2 de agosto de 1632-noviembre de 1633[nota 37] falleció)
- Giovanni Paolo Buccerelli † (22 de marzo de 1634-21 de febrero de 1656 falleció)
- Raimondo Castelli † (26 de junio de 1656-14 de julio de 1670 falleció)
- Ottavio Avio † (1 de septiembre de 1670-9 de agosto de 1682 falleció)
- Giuseppe Felice Barlacci † (24 de mayo de 1683-1 de mayo de 1690 renunció)
- Francesco Picarelli † (22 de mayo de 1690-diciembre de 1708 falleció)
- Francesco Saverio Guicciardi † (15 de abril de 1709-24 de enero de 1718 nombrado obispo de Cesena)
- Gioachino Maria de' Oldo † (11 de febrero de 1718-27 de enero de 1725 renunció[nota 38])
- Nicola Terzago † (29 de enero de 1725-31 de agosto de 1761 falleció)
- Prospero Celestino Meloni † (23 de noviembre de 1761-circa 1791 falleció)
  - Sede vacante (ca. 1791-1796)
- Antonio David † (27 de junio de 1796-14 de junio de 1818 falleció)
- Antonio Maria Borghi † (2 de octubre de 1818-8 de junio de 1834 falleció)
- Gioachino Tamburini † (30 de septiembre de 1834-22 de julio de 1842 nombrado obispo de Cervia)
- Giuseppe Maria Galligari † (22 de julio de 1842-17 de diciembre de 1858 renunció)
- Giacinto Luzi † (23 de diciembre de 1858-9 de enero de 1876 falleció)
- Vitale Galli † (9 de enero de 1876 por sucesión-12 de julio de 1888 falleció)
- Cesare Boccanera † (11 de febrero de 1889-noviembre de 1905 renunció[nota 39])
- Francesco Moretti † (11 de diciembre de 1905-12 de abril de 1907 nombrado obispo de Terni y Narni)

### Obispos de Terni y Narni
- Francesco Moretti † (12 de abril de 1907-7 de marzo de 1921 renunció[nota 40])
- Cesare Boccoleri † (13 de junio de 1921-28 de marzo de 1940 nombrado arzobispo de Módena y abad de Nonantola)
- Felice Bonomini † (28 de agosto de 1940-21 de noviembre de 1947 nombrado obispo de Como)
- Giovanni Battista Dal Prà † (6 de abril de 1948-10 de febrero de 1973 renunció)
- Bartolomeo Santo Quadri † (10 de febrero de 1973-31 de mayo de 1983 nombrado arzobispo de Módena y abad de Nonantola)

### Obispos de Amelia
- Stefano? † (mencionado en 420)
- Ilario † (mencionado en 465)[nota 41]
- Tiburtino? † (mencionado en 466)
- Marciano (Martiniano) † (mencionado en 487)[nota 42]
- Sallustio † (antes de 495-después de 502)[nota 43]
- San Imerio † (mencionado en 520 circa)
- Adeodato (Deusdedit) † (mencionado en 649)
- Teodoro † (mencionado en 680)
- Pietro I † (mencionado en 721)
- Sinibaldo † (mencionado en 761)
- Benedetto † (mencionado en 826)
- Albino † (mencionado en 853)
- Leone † (mencionado en 861)
- Pasquale (Pascasio) † (antes de 868-después de 879)
- Romualdo? † (fines del siglo IX)[42]
- Anónimo (Ortodulfo?) † (mencionado en 965 circa)[nota 44]
- Andrea † (en la época del papa Juan XIII, 965-972)[43]
- Deodato † (mencionado en 1015)
- Oddo † (mencionado en 1047 circa)[42]
- Giacomo I † (mencionado en 1116)
- Gerardo † (antes de 1126-después de 1146)
- Gigone † (mencionado en 1158)[44]
- Pietro II † (antes de 1179-después de 1189)[nota 45]
- Oberto o Giberto † (mencionado en 1195)
- Giacomo II † (antes de marzo de 1196[nota 46]-después de 1217)
- Ottone † (mencionado en 1225)
- Stefano † (mencionado en 1233)
- Gualtiero † (26 de enero de 1255-25 de enero de 1264 nombrado obispo de Atri y Penne)
- Bartolomeo da Benevento, O.P. † (18 de febrero de 1264-? renunció)[nota 47]
- Mauro, O.S.B. † (23 de agosto de 1286-después de 1300 falleció)
- Michele † (24 de julio de 1321-1321 o 1322 falleció)
- Alamanno de Galgano † (8 de enero de 1322-20 de marzo de 1327 nombrado obispo de Anagni)
- Giovanni Grocei † (4 de mayo de 1327-6 de septiembre de 1328 nombrado obispo de Venafro)
- Manno Tornibelli † (6 de septiembre de 1328-1363 falleció)
- Gerardo Roberti, O.F.M. † (13 de noviembre de 1363-? falleció)
- Francesco † (21 de febrero de 1373-4 de febrero de 1389 nombrado obispo de Terni)
- Corrado da Cloaco † (23 de agosto de 1390-5 de diciembre de 1392 nombrado arzobispo de Oristano)
- Stefano Bordoni † (3 de diciembre de 1392-circa 1410 nombrado obispo de Telese[nota 48]
- Andrea Moriconi, O.E.S.A. † (16 de junio de 1410-1426 falleció)[45]
- Filippo Ventorelli † (10 de abril de 1426-18 de diciembre de 1442 falleció)
- Ugolino Nacci, O.E.S.A. † (14 de enero de 1443-1444 falleció)[nota 49]
- Ruggero Mandosi † (6 de noviembre de 1444-1484 renunció)
- Cesare Nacci † (31 de marzo de 1484-1504 falleció)
- Giustiniano Moriconi † (22 de julio o 26 de agosto de 1504-1523 renunció)
- Giovanni Domenico Moriconi † (1523 por sucesión-1558 renunció)
- Baldo Ferratini † (28 de noviembre de 1558-1562 renunció)
- Bartolomeo Ferratini (Jr.) † (9 de octubre de 1562-1571 renunció)
- Mariano Vittori † (17 de diciembre de 1571-2 de junio de 1572 nombrado obispo de Rieti)
- Giovanni Antonio Lazzari † (9 de junio de 1572-28 de mayo de 1591 falleció)
- Antonio Maria Graziani † (17 de febrero de 1592-1 de abril de 1611 falleció)
- Antonio Maria Franceschini † (18 de marzo de 1611-25 de agosto de 1612 falleció)
- Francesco Cennini de' Salamandri † (1 de octubre de 1612-2 de octubre de 1623 nombrado obispo de Faenza)
- Domenico Pichi † (20 de noviembre de 1623-4 de mayo de 1633 falleció)
- Torquato Perotti † (20 de junio de 1633-septiembre de 1642 falleció)
- Gaudenzio Poli † (23 de febrero de 1643-28 de mayo de 1679 falleció)
- Giuseppe Sallustio Fadulfi † (27 de noviembre de 1679-15 de enero de 1685 nombrado obispo de Ascoli Piceno)
- Giovan Battista Antici † (9 de abril de 1685-17 de julio de 1690 falleció)
- Giuseppe Crispino † (13 de noviembre de 1690-12 de mayo de 1721 falleció)
- Giovan Battista Renzoli † (16 de julio de 1721-septiembre de 1743 falleció)
- Giacomo Filippo Consoli † (2 de diciembre de 1743-julio de 1770 falleció)
- Tommaso Struzzieri, C.P. † (10 de septiembre de 1770-18 de diciembre de 1775 nombrado obispo de Todi)
- Francesco Angelo Jacoboni † (18 de diciembre de 1775-30 de agosto de 1785 falleció)
- Carlo Fabi † (26 de septiembre de 1785-31 de marzo de 1798 falleció)
- Francesco Maria Gazzoli † (11 de agosto de 1800-23 de septiembre de 1805 nombrado obispo de Todi)
- Fortunato Maria Pinchetti † (31 de marzo de 1806-17 de diciembre de 1827 renunció)
- Vincenzo Macioti † (23 de junio de 1828-1 de febrero de 1836 nombrado obispo de Ferentino)
- Mariano Brasca Bartocci † (11 de julio de 1836-12 de noviembre de 1850 renunció)
- Salvatore Valentini † (17 de febrero de 1851-2 de agosto de 1855 falleció)
- Nicola Pace † (28 de septiembre de 1855-6 de mayo de 1881 renunció[nota 50])
- Eusebio Magner, O.F.M.Cap. † (13 de mayo de 1881-25 de septiembre de 1882 nombrado obispo de Orvieto)
- Eugenio Clari † (25 de septiembre de 1882-16 de enero de 1893 nombrado obispo de Viterbo y Tuscania)
- Vincenzo Giuseppe Veneri † (16 de enero de 1893-18 de marzo de 1906 falleció)
- Francesco Maria Berti, O.F.M.Conv. † (31 de agosto de 1907-1 de julio de 1938 renunció[nota 51])
- Vincenzo Lojali † (17 de agosto de 1938-14 de marzo de 1966 falleció)
  - Sede vacante (1966-1983)

### Obispos de Terni, Narni y Amelia
- Franco Gualdrini † (14 de septiembre de 1983-30 de septiembre de 1986 nombrado obispo de Terni-Narni-Amelia)

### Obispos de Terni-Narni-Amelia
- Franco Gualdrini † (30 de septiembre de 1986-4 de marzo de 2000 retirado)
- Vincenzo Paglia (4 de marzo de 2000-26 de junio de 2012 nombrado presidente del Pontificio Consejo para la Familia)[nota 52]
- Giuseppe Piemontese, O.F.M.Conv. (16 de abril de 2014-29 de octubre de 2021 retirado)
- Francesco Antonio Soddu, desde el 29 de octubre de 2021

### Diócesis de Terni
- (en italiano) Francesco Lanzoni, Le diocesi d'Italia dalle origini al principio del secolo VII (an. 604), vol. I, Faenza, 1927, pp. 404-417
- (en italiano) Giuseppe Cappelletti, Le Chiese d'Italia della loro origine sino ai nostri giorni, vol. IV, Venecia, 1846, pp. 505-539
- (en italiano) Francesco Angeloni, Storia di Terni, (1646) reimpreso por P. Manassei, Pisa, 1878 (cronología: nota 10, pp. 461-486)
- (en latín) Paul Fridolin Kehr, Italia pontificia, vol. IV, Berlín, 1909, pp. 18-20
- (en latín) Pius Bonifacius Gams, Series episcoporum Ecclesiae Catholicae, Graz, 1957, pp. 730-731
- (en latín) Konrad Eubel, Hierarchia Catholica Medii Aevi, vol. 1, p. 285; vol. 2, pp. XXVI, 168; vol. 3, p. 213; vol. 4, p. 210; vol. 5, pp. 228-229; vol. 6, p. 244

### Diócesis de Narni
- (en inglés) Diócesis de Narni en Catholic Hierarchy
- (en italiano) Giuseppe Cappelletti, Le Chiese d'Italia della loro origine sino ai nostri giorni, vol. IV, Venecia, 1846, pp. 541-572
- (en italiano) Giovanni Eroli, Descrizione delle Chiese di Narni e suoi dintorni, Narni, 1898 (cronología pp. 137-194)
- (en italiano) Francesco Lanzoni, Le diocesi d'Italia dalle origini al principio del secolo VII (an. 604), vol. I, Faenza, 1927, pp. 402-404
- (en latín) Paul Fridolin Kehr, Italia pontificia, vol. IV, Berlín, 1909, pp. 29-34
- (en alemán) Gerhard Schwartz, Die besetzung der bistümer Reichsitaliens unter den sächsischen und salischen kaisern: mit den listen der bischöfe, 951-1122, Leipzig-Berlín, 1913, pp. 284-286
- (en latín) Pius Bonifacius Gams, Series episcoporum Ecclesiae Catholicae, Graz, 1957, pp. 707-708
- (en latín) Konrad Eubel, Hierarchia Catholica Medii Aevi, vol. 1, pp. 356-357; vol. 2, pp. XXXII, 199; vol. 3, p. 253; vol. 4, p. 252; vol. 5, p. 280; vol. 6, p. 301

### Diócesis de Amelia
- (en inglés) Diócesis de Amelia en Catholic Hierarchy
- (en italiano) Francesco Lanzoni, Le diocesi d'Italia dalle origini al principio del secolo VII (an. 604), vol. I, Faenza, 1927, pp. 417-419
- (en italiano) Giuseppe Cappelletti, Le Chiese d'Italia della loro origine sino ai nostri giorni, vol. V, Venecia, 1846, pp. 195-211
- (en latín) Paul Fridolin Kehr, Italia pontificia, vol. IV, Berlín, 1909, p. 35
- (en alemán) Gerhard Schwartz, Die besetzung der bistümer Reichsitaliens unter den sächsischen und salischen kaisern: mit den listen der bischöfe, 951-1122, Leipzig-Berlín, 1913, pp. 278-279
- (en francés) J. Fraikin, v. Amelia, en Dictionnaire d'Histoire et de Géographie ecclésiastiques, vol. II, París, 1914, col. 1177-1180
- (en latín) Pius Bonifacius Gams, Series episcoporum Ecclesiae Catholicae, Graz, 1957, pp. 690-692
- (en latín) Konrad Eubel, Hierarchia Catholica Medii Aevi, vol. 1, pp. 85-86; vol. 2, p. 86; vol. 3, p. 106; vol. 4, p. 81; vol. 5, p. 81; vol. 6, p. 79